# In Heat (album)
Albums de The Romantics
Strictly Personal
(1981) Rhythm Romance
(1985)
Singles
1. Talking In Your Sleep
Sortie : 1983
2. Rock You Up
Sortie : 1983
3. One In A Million
Sortie : 1984

In Heat est le quatrième album du groupe The Romantics sorti en 1983.

## Liste des titres
| No  | Titre                    | Durée |
| --- | ------------------------ | ----- |
| 1.  | Rock You Up              | 3:34  |
| 2.  | Do Me Anyway You Wanna   | 3:19  |
| 3.  | Got Me Where You Want Me | 3:02  |
| 4.  | One in a Million         | 3:40  |
| 5.  | Open Up Your Door        | 3:57  |
| 6.  | Talking In Your Sleep    | 3:54  |
| 7.  | Love Me to the Max       | 3:06  |
| 8.  | Diggin' On You           | 2:58  |
| 9.  | I'm Hip                  | 2:50  |
| 10. | Shake a Tail Feather     | 3:28  |

## Musiciens
- Coz Canler - Guitare, chants
- Wally Palmar - Chants, guitare, harmonica
- Mike Skill - Basse, guitare, chants
- Jimmy Marinos - Batterie, percussions, chants
- Pete Solley - claviers
- Irene Cook - chants

## Classements

### Charts -In Heat
| Pays                       | Position | Première entrée |
| -------------------------- | -------- | --------------- |
| États-Unis (Billboard 200) | 14       | 1983            |
| Suède (Sverigetopplistan)  | 33       | 1983            |